# Palafita

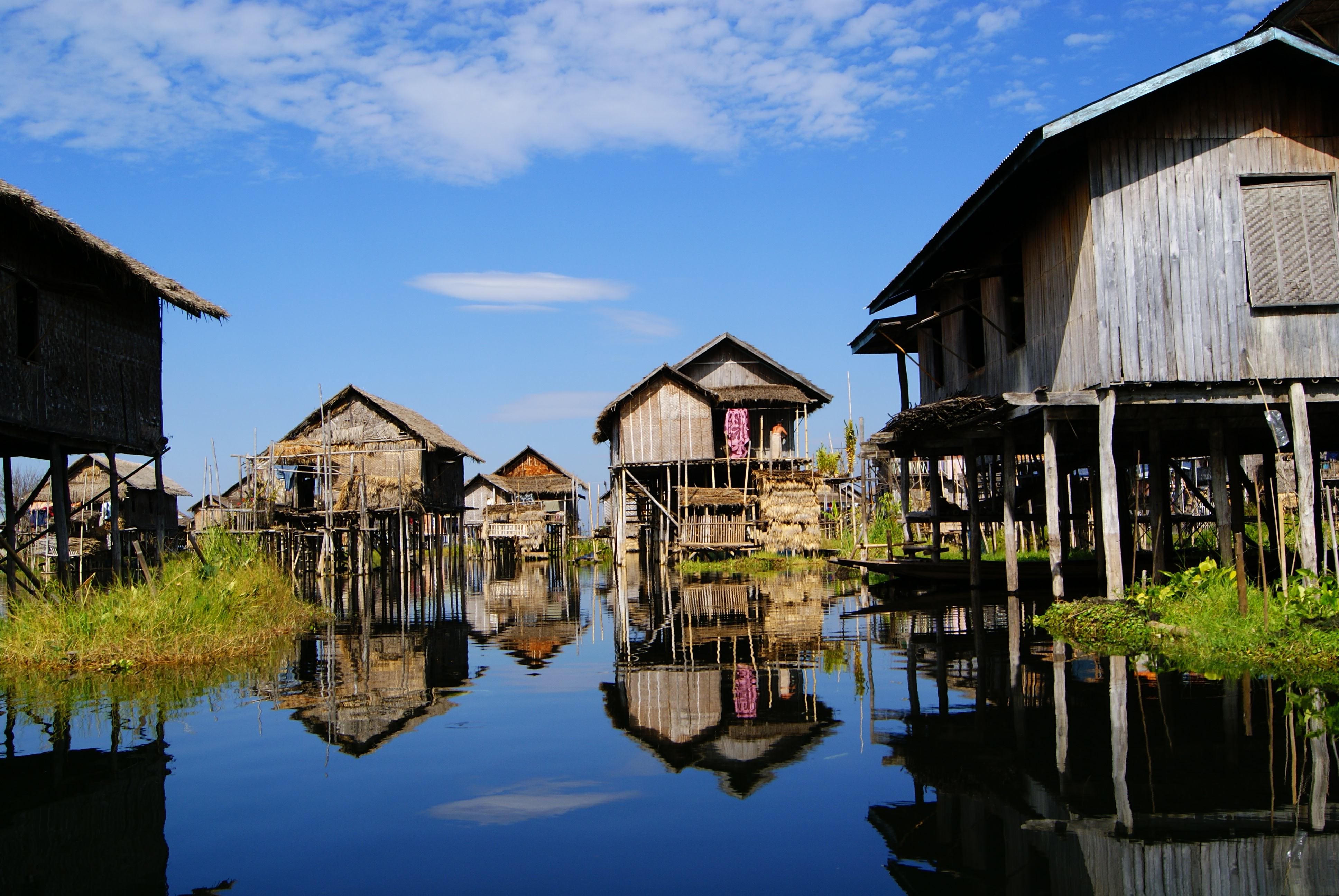
Cidade de Nyaung Shwe no lago Inle, Mianmar.

Palafita é um sistema construtivo usado em edificações localizadas em regiões alagadiças cuja função é evitar que as casas sejam arrastadas pela correnteza dos rios. As palafitas são comuns em todos os continentes, sendo que é mais presente em áreas tropicais e equatoriais de alto índice pluviométrico. São construções sobre estacas de madeira muito utilizadas nas margens dos rios, na Amazônia, áreas da Baixada Fluminense e do Pantanal (Brasil), em países da África e Ásia. Também são encontradas em bairros como o de alagados (Bahia) e em São Vicente, São Paulo, nas imediações da ponte do mar pequeno.

## Origem
Desde o período neolítico, datando os anos 5000 a 1800 a.C., foi descoberto em 1854 o primeiro indicio de palafitas interligadas por pontes e passadiços no lago de Zurique, em Meilen, na Suíça.
Abrangendo-se como uma arquitetura pura, é possível encontrá-la em vários continentes, principalmente na Europa nas margens dos lagos e zonas marítimas. Veneza, como exemplo, uma cidade palafítica que se consolidou a partir dos tempos, de estruturas frágeis para edificações solidas fincadas diretamente dentro d´água.
Tendo predominância do seu aparecimento em zonas intertropicais (Trópico de Câncer e Trópico de Capricórnio), as palafitas marcam forte presença também na Ásia, na América e um pouco menos na África, onde existe uma cidade semelhante a Veneza, chamada Ganvié.

## Teoria lacustre

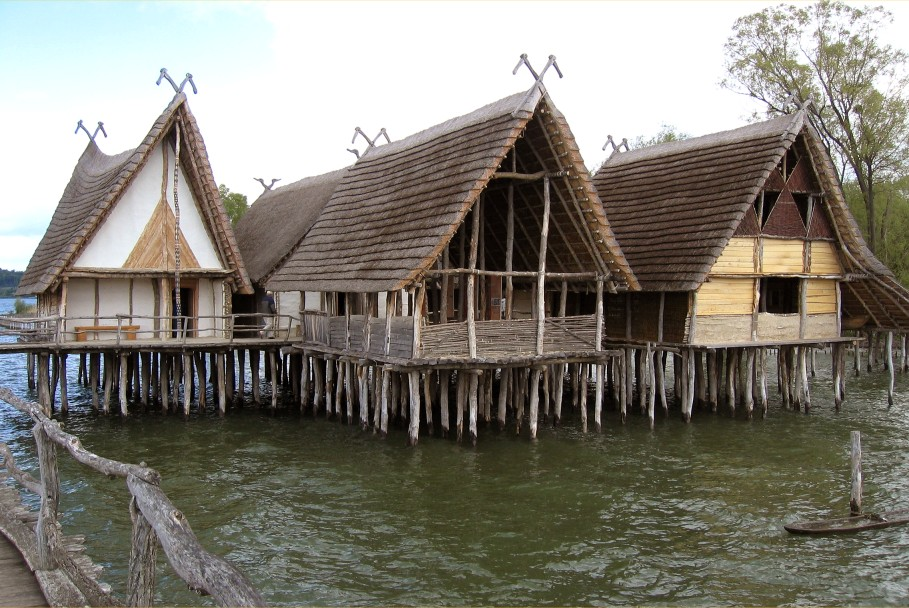
Pilotis Pré-Histórico.

Durante o Inverno excepcionalmente seco de 1853-1854, o lago de Zurique baixou a um nível nunca atingido e assim descobriu-se em Obermeilen antigos pilotis, utensílios em pedra, ossos e peças em cerâmica.
O arqueólogo Suíço,  Ferdinand Keller identificou os vestígios como sendo da era Pré-histórica e a partir daí desenvolveu a sua célebre teoria lacustre (ou teoria dos lacustres): a densidade das estacas em madeira, a sua posição vertical e a sua situação nas zonas litorais de pouca profundidade levou-o a concluir que as estacas tinham servido para sustentar plataformas em madeira sobre as quais se levantavam as habitações.
Com as escavações arqueológicas de Emil Vogt no Wauwilermoos de Lucerna nasceu um longo debate sobre as construções palafitas, já que para uns elas eram postas directamente no solo, e para outros elevada (sobre estacas). As pesquisas arqueológicas mais recentes mostraram que existem os dois tipos.

## Indo-Pacífico
Casas retangulares elevadas são uma das marcas culturais dos povos austronésios e são encontradas em todas as regiões do Sudeste Asiático, da Ilha da Melanésia, daMicronésia e da Polinésia, que foram colonizadas por eles. As estruturas são erguidas em estacas, geralmente com o espaço inferior utilizado para armazenamento ou para os animais domésticos. O projeto elevado da água apresentou múltiplas vantagens, pois ele mitiga os danos durante as enchentes e podem atuar como estruturas defensivas durante conflitos. Os postes da casa também são distintamente cobertos com discos de diâmetro maior na parte superior, para evitar que insetos e pragas entrem nas estruturas ao escalá-las. As casas austronésicas e outras estruturas são geralmente construídas em pântanos e ao lado de corpos d'água, mas também podem ser construídas nas terras altas ou mesmo diretamente em águas rasas.
Acredita-se que a construção de estruturas sobre estacas seja derivada do projeto de celeiros e depósitos de arroz elevados, que são símbolos de status muito importantes entre os ancestrais austronésios que cultivavam arroz. O santuário do celeiro de arroz também era o edifício religioso arquetípico entre as culturas austronésias e era usado para armazenar esculturas de espíritos ancestrais e divindades locais. Embora o cultivo de arroz não estivesse entre as tecnologias levadas para a Oceania, os armazéns elevados foram adaptados ao novo cenário ambiental. A pataka dos maoris é um exemplo disso. As patakas maiores eram adornadas de forma elaborada com esculturas e costumavam ser o edifício mais altos das vilas maoris. Essas estruturas eram usadas para armazenar instrumentos, armas, navios e outros objetos de valor. As patakas menores eram usadas para armazenar provisões. Um tipo especial de pataka, apoiado por um único poste alto, tinha importância ritualística e era usado para isolar crianças nobres durante seu treinamento para liderança.

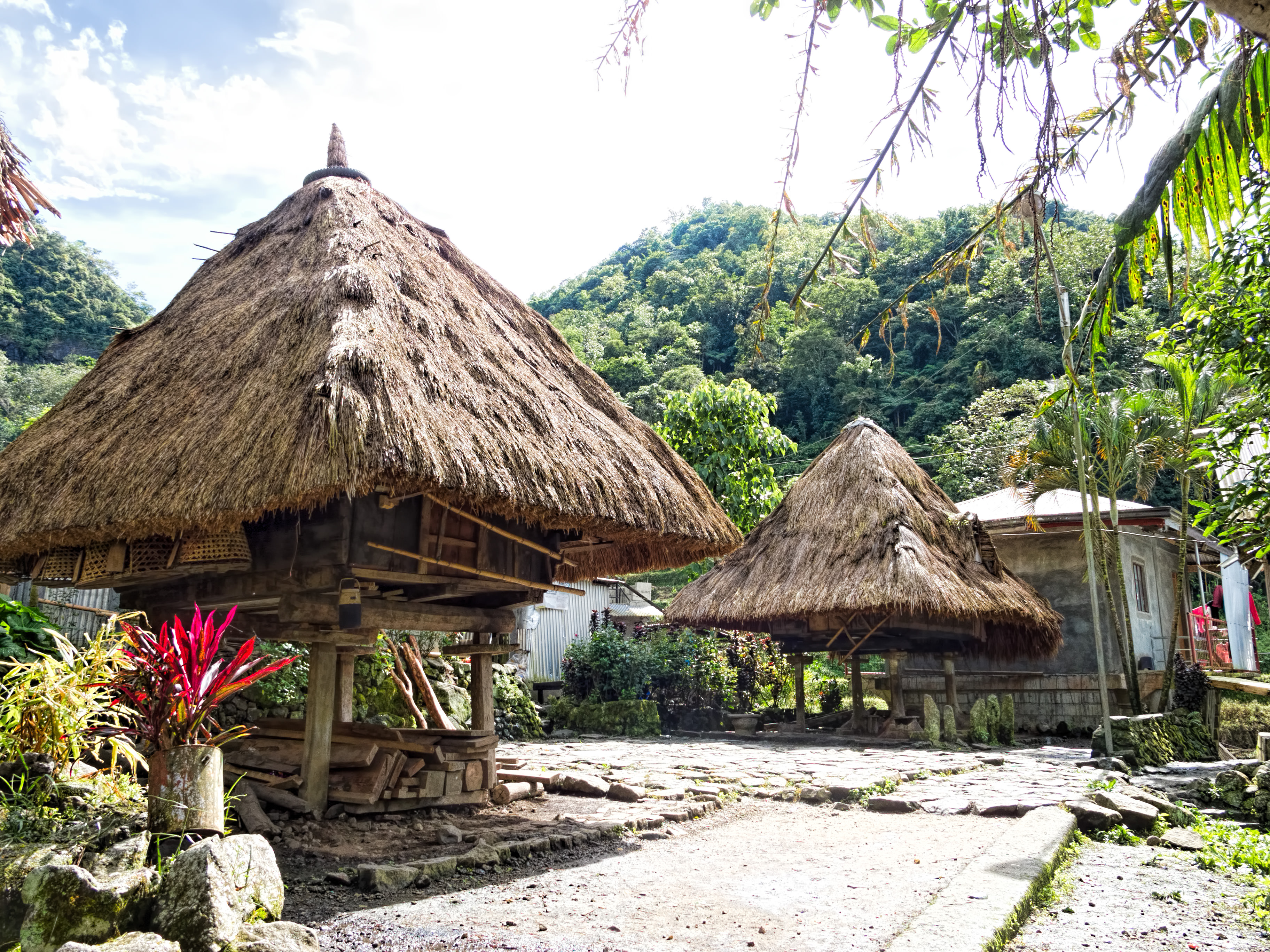
Acredita-se que as casas bale elevadas da população lfugao sejam derivadas dos projetos de celeiros

A maioria das estruturas austronésias não são permanentes. Elas são feitas de materiais perecíveis como madeira, bambu, fibra vegetal e folhas. Por causa disso, os registros arqueológicos de estruturas austronésias pré-históricas são geralmente limitados a vestígios de postes de casas, sem nenhuma possibilidade de determinar os planos de construção originais. Evidências indiretas da arquitetura austronésica tradicional, no entanto, podem ser obtidas em suas representações artísticas, como nos frisos das paredes de templos de pedra hindu-budistas posteriores, tais como o Borobudur e o Prambanan. Mas essas representações se limitam aos séculos mais recentes. As estruturas em palafita também podem ser reconstruídas linguisticamente a partir de termos compartilhados para elementos arquitetônicos, como postes de crista, palha, vigas, postes de casa, lareira, escadas de toras entalhadas, prateleiras de armazenamento, edifícios públicos e assim por diante. A evidência linguística também deixa claro que as palafitas já estavam presentes entre os grupos austronésios desde, pelo menos, o Neolítico tardio.
Pesquisadores também notaram as semelhanças marcantes entre a arquitetura austronésica e a arquitetura elevada tradicional japonesa (shinmei-zukuri). Particularmente os edifícios do Santuário de Ise, que contrastam com as casas escavadas típicas do período neolítico Yayoi. Eles argumentam que deve ter havido um contato significativo entre o povo do sul do Japão e os austronésios ou pré-austronésios no neolítico, ocorrido antes da disseminação da influência cultural chinesa Han para as ilhas. Acredita-se que o cultivo de arroz também tenha sido introduzido no Japão a partir de um grupo para-austronésio da costa leste da China. Roxana Waterson também argumentou que a tradição arquitetônica de palafitas no leste da Ásia e no Pacífico é originalmente austronésica, e que as tradições de construção semelhantes no Japão e na Ásia continental (principalmente entre os grupos Kra-Dai e austro-asiáticos) correspondem a contatos com uma rede austronésica pré-histórica.

## Europa
No Neolítico, na Idade do Cobre e na Idade do Bronze, os assentamentos de palafitas eram comuns nas regiões dos Alpes e da Planície Padana. Restos mortais foram encontrados nos pântanos de Ljubljana na Eslovênia e nos lagos Mondsee e Attersee na Alta Áustria, por exemplo. Os primeiros arqueólogos, como Ferdinand Keller, pensaram que essas casas formavam ilhas artificiais, parecidas com os crannógs irlandeses e escoceses, mas hoje está claro que a maioria dos assentamentos estava localizada nas margens de lagos e só foram inundados mais tarde. Casas de palafitas reconstruídas são exibidas em museus ao ar livre em Unteruhldingen e Zurique. Em junho de 2011, as moradias pré-históricas em seis estados alpinos foram designadas como Patrimônio Mundial da UNESCO. Heródoto descreveu em suas Histórias as habitações dos "moradores do lago" em Peônia e como elas foram construídas.

### Portugal
Em Portugal, as palafitas são denominadas, palheiros, que estão presentes no litoral e na margem dos rios.
- Palheiros no litoral:  corresponde as palafitas localizadas, desde Espinho até à Praia de Vieira de Leiria numa extensão com cerca de cem quilômetros. e são construídas principalmente para abrigar os pescadores e suas embarcações. Nessa área costeira, não aparecem acidentes geográficos.[22][23]
- Palheiros do rio: tinham como objetivo abrigar os avieiros, emigrantes de décadas atrás que migravam, do litoral central do país para o rio Tejo.[22] As famílias que sofriam com uma economia precária viviam nos seus barcos, chamados de bateiras, agrupados em pequenos núcleos mesmo à beira da água.[22][23]

| Concelho            | Aldeia, Assentamentos ou Locais                             |
| ------------------- | ----------------------------------------------------------- |
| Chamusca            | Porto das Mulheres                                          |
| Golegã              | Azinhaga                                                    |
| Alpiarça            | Pontão de Cima, Pontão de Baixo, Aldeia Avieira do Patacão  |
| Santarém            | Barreiras da Bica 1, 2 e 3, Alfange, Caneiras               |
| Almeirim            | Vale Tijolos                                                |
| Salvaterra de Magos | Cucos, Faias, Isabelinha, Oliveirinhas, Porto de Sabugueiro |
| Cartaxo             | Palhota                                                     |
| Azambuja            | Porto da Palha, Casa Branca                                 |
| Benavente           | Aldeia do Peixe, Vou                                        |
| Vila Franca de Xira | Reguengo, Vala do Carregado, Esteiro da Nogueira            |
| Loures              | Sacavém                                                     |
| Lisboa              | Poço do Bispo                                               |
| Grândola            | Porto da Carrasqueira                                       |
| Setúbal             | Mouriscas                                                   |

## Américas
Palafitas também foram construídas por ameríndios na época pré-colombiana. As casas em palafita são especialmente difundidas nas margens dos vales dos rios tropicais da América do Sul, notadamente nos rios Amazonas e Orinoco. As palafitas eram uma característica tão predominante ao longo das margens do Lago Maracaibo que Américo Vespúcio se inspirou a chamar a região de "Venezuela" (pequena Veneza).

### Brasil

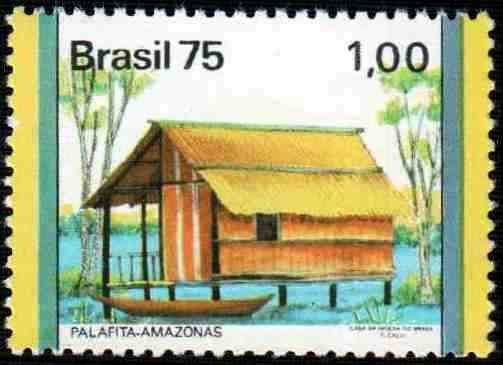
Selo brasileiro de 1975 que representa uma casa em palafita

O tipo palafita amazônica corresponde as interações da população no uso do espaço, juntamente com os seus valores culturais, sempre levando em consideração as qualidades topológicas classificadas como:
- clausura ou sucessão - condiz com ambientes que fazem a integração entre o interior e o exterior, como varandas e quintais;
- continuidade ou separação - delimita direções e sentidos (horizontal, vertical, direita, esquerda...);
- proximidade diz respeito à distância entre uma comunidade e outra.[26]

O tipo palafita amazônica, contempla a resistência de uma cultura interligada a subsistência do uso da corrente fluvial, permanência da paisagem amazônica, laço comunitário e vivência atrelada a adaptação humana ao clima, a floresta densa e ao ciclo da maré.
Na cultura indígena, as três qualidades topológicas são bem evidentes, pois a população ribeirinha fazendo o uso da palafita, tira o sustento do rio e transita facilmente com a floresta, fazendo uma extensão entre a casa, floresta e rio.
Já na cultura nordestina, a sucessão aparece com a demarcação do ambiente interno e externo, porém sempre com aberturas que dimensionam e localizam essa interação. E a continuidade também mostra uma planta retangular, com perspectiva linear, raramente com limites físicos.
A Vila da Barca, existente desde a década de 1920, é uma comunidade tradicional estruturada em palafitas no município de Belém, no Pará. Devido as condições precárias presentes na comunidade, através da Secretaria Municipal de Habitação (SEHAB), a prefeitura apresenta projeto de realocação dos moradores a um novo conjunto habitacional em sobrados, iniciados em 2006, que garantem os direitos humanos antes negligenciados e a suposta eliminação das habitações antigas feitas em palafitas.
Contudo, os moradores não parecem satisfeitos com as novas habitações, reclamando acerca do tamanho, da falta da interatividade do exterior com interior do espaço.